# غار کوه یتیم
اشکفت کوه یتیم مربوط به دوران فرادیرینه‌سنگی است و در شهرستان استهبان، بخش مرکزی، ۲/۶ کیلومتری شرق شهر ایچ، ۷۰۰ متری جنوب جاده داراب، ایچ، دامنه کوه یتیم واقع شده و این اثر در تاریخ ۱۸ شهریور ۱۳۸۷ با شمارهٔ ثبت ۲۳۳۹۰ به‌عنوان یکی از آثار ملی ایران به ثبت رسیده است.